# Apparato paramilitare del PCI
L'apparato paramilitare del PCI indica una struttura paramilitare di natura clandestina, organizzata all'indomani della Liberazione (1945) e sciolta presumibilmente nel 1974, costituita da ex partigiani e militanti del Partito Comunista Italiano.

## Storia

### Prima fase: 1944-1954

#### La formazione dell'apparato paramilitare
La nascita di un'organizzazione paramilitare comunista risale agli ultimi anni della guerra e alla direttiva del Pcus che invitò i partiti comunisti dell'Europa occidentale (segnatamente PCI e PCF) a nascondere le armi utilizzate nella lotta partigiana per un loro utilizzo futuro. Nel 1944 Stalin impresse al PCI la linea strategica da seguire: nell'Italia liberata il Partito comunista italiano avrebbe svolto la propria azione in un quadro di legalità, anche se accompagnata da un'attività clandestina. La linea fu attuata da Palmiro Togliatti che, nell'aprile dello stesso anno, partì da Mosca per tornare in Italia. Tra i dirigenti comunisti, soltanto Pietro Secchia, membro della direzione nazionale, fu favorevole sin dall'inizio a un'azione insurrezionale.
Nel febbraio 1945, l'ultimo anno di guerra, Stati Uniti, URSS e Regno Unito si riunirono alla Conferenza di Jalta. In base agli accordi, l'Italia fu assegnata alla zona d'influenza degli Stati Uniti. In ragione della divisione del mondo in due sfere d'influenza, Stalin decise di non aprire un fronte contro l'occidente e di conservare lo status quo. L'organizzazione del partito fu improntata, quindi, a svolgere una duplice funzione: sia quella di prepararsi a un'azione insurrezionale decisa da Mosca, sia quella di reagire a un eventuale colpo di Stato ordito dagli avversari.
Secondo le ricerche di Gianni Donno (consulente della Commissione Mitrochin e Professore ordinario di Storia contemporanea presso l'Università del Salento), nel 1945, al momento del disarmo delle disciolte formazioni partigiane imposto dagli alleati, le armi più moderne ed efficienti non furono restituite. Venne invece costituito un nucleo di azione clandestino, costituito in maggioranza di ex-membri delle brigate partigiane «Garibaldi», con base soprattutto nel centro e nel nord del paese (teatro della guerra di liberazione dopo l'8 settembre 1943). Tale forza clandestina sarebbe stata direttamente dipendente dalle strutture dirigenti del Partito Comunista Italiano, in particolare da Pietro Secchia, braccio destro di Palmiro Togliatti, segretario del partito.
Il fatto che Mosca fosse costantemente informata dell'esistenza della forza paramilitare è confermato da un rapporto dell'ambasciatore sovietico ai suoi superiori, datato 15 giugno 1945. In esso il diplomatico riferisce che "i partigiani del Nord continuano a nascondere le loro armi".
L'organizzazione paramilitare comunista avrebbe ottenuto aiuti in uomini, armi e mezzi dalla Jugoslavia e sarebbe stata guidata da combattenti addestrati dai sovietici o da ex-comandanti partigiani. Secondo altre fonti l'apparato ebbe contatti anche con la Politická škola soudruha Synka, formazione armata attiva in Cecoslovacchia. Che tale struttura fosse finalizzata a compiti offensivi lo dimostra il fatto che i militanti comunisti italiani venivano militarmente addestrati oltre cortina a tre livelli (guerriglia, sabotaggio, intercettazione), del tutto sproporzionati se si accettasse l'ipotesi dei soli compiti difensivi.
Come ebbe a dichiarare Paolo Emilio Taviani, furono due le funzioni principali cui la struttura paramilitare del PCI fu predisposta: sostenere una possibile insurrezione popolare; operare come "quinta colonna" in caso d'attacco da parte dell'Unione Sovietica sul continente europeo.
Nel 1947 l'Unione Sovietica creò il Cominform, un organismo di coordinamento internazionale attraverso il quale Mosca esercitò un controllo più diretto sui partiti comunisti dell’Europa occidentale (PCI e PCF). Dopo la riunione costitutiva del Cominform (22-27 settembre 1947), Togliatti modificò la linea tenuta fino a quel momento sulla possibilità della lotta armata. Condannò le «incertezze, la mancanza di una linea nuova» e avvertì che bisognava prepararsi «se non alla illegalità, certo a una lotta molto dura».
Dopo il grave episodio dell'occupazione della prefettura di Milano, avvenuto il 28 novembre 1947 da parte di militanti comunisti guidati da Gian Carlo Pajetta, il 5 febbraio 1948 il governo emanò nuovi provvedimenti per l'ordine pubblico. In particolare furono approvate pene più severe per i detentori di armi e per le manifestazioni che vedevano l'uso di armi o di esplosivi; inoltre, fu stabilito il divieto assoluto di dar vita ad associazioni paramilitari e la condanna per omessa denuncia dell'ospitalità data agli stranieri.

#### Dal 1948 al 1954
Il 1948 fu un anno cruciale per la stabilità politica dell'Italia. In quell'anno avvenne il primo determinante scontro tra le forze centriste (in primo luogo la Democrazia Cristiana) e quelle della sinistra, coalizzate in un'alleanza social-comunista, denominata Fronte Democratico Popolare. Creato per vincere le elezioni politiche del 18 aprile, il Fronte era dato nettamente per favorito, come confermarono alcune elezioni locali tenutesi nei mesi precedenti nel centro Italia e vinte largamente. Tra i due schieramenti non c'era riconoscimento reciproco. Il PCI credeva fermamente che la DC non avrebbe riconosciuto la probabile vittoria. L'apparato paramilitare fu quindi tenuto in stato di allerta per tutta la durata della campagna elettorale, pronto ad intervenire nel caso in cui la vittoria elettorale del Fronte popolare fosse stata negata dalle forze avversarie. In un comizio in piazza del Duomo a Milano, Togliatti terminò il suo intervento con le seguenti parole: «Se non vinceremo, vinceremo». Apparentemente «voleva attenuare l’ottimismo dei compagni sui risultati elettorali. […] L’applauso delirante con cui queste parole furono accolte diceva però chiaramente che esse erano state capite ben altrimenti: se non vinceremo con le schede, vinceremo in altro modo».
Nell'imminenza delle elezioni Togliatti chiese un incontro con l'ambasciatore sovietico Kostylev per chiedere «se si deve, nel caso di una o più provocazioni da parte dei democristiani, iniziare l'insurrezione armata delle forze del Fronte democratico popolare per prendere il potere».  Nel corso del colloquio, che ebbe luogo il 23 marzo in un luogo segreto fuori Roma, Togliatti riferì che i membri dell'apparato paramilitare erano stati allertati (soprattutto nell'Italia settentrionale), rassicurando il diplomatico sul fatto che prima di lanciare un'eventuale insurrezione armata avrebbe chiesto il consenso di Mosca. La risposta del governo sovietico giunse il 26 marzo: Mosca fece sapere che soltanto in caso di attacco alle sedi del PCI i militanti avrebbero dovuto imbracciare le armi, ma «per quanto riguarda la presa del potere attraverso un'insurrezione armata, consideriamo che il PCI in questo momento non può attuarla in nessun modo». Alle elezioni la Democrazia Cristiana vinse con il 48,5% dei voti, battendo il Fronte popolare, che si fermò al 31%.
All'insediamento del nuovo governo non fece seguito l'adozione di alcun provvedimento di repressione nei confronti delle opposizioni politiche. Questo non significa però che l'apparato paramilitare del PCI fosse stato smantellato. Lo dimostra la reazione delle forze di sinistra all'attentato a Palmiro Togliatti. Il 14 luglio 1948 lo studente Antonio Pallante tentò di uccidere il segretario del PCI. I militanti del partito reagirono immediatamente e tutto il Paese fu teatro di disordini: vennero occupate fabbriche ed edifici pubblici, furono attuati blocchi stradali, scioperi, requisizioni di mezzi militari, assalti alle forze dell'ordine, con morti e feriti. La CGIL indisse il giorno stesso uno sciopero generale. Secondo alcune interpretazioni, tale reazione fu il segno dell'attivazione dell'organizzazione paramilitare del partito, la quale ritenne che fosse giunto il momento di agire. Secondo altre, si trattò di una reazione popolare a quella che venne ritenuta una gravissima provocazione politica.
Dal suo letto d'ospedale il capo del PCI, allarmato per le possibili conseguenze sociali e politiche, mandò un messaggio ai propri compagni di partito: «State attenti, non perdete la testa». Il gruppo dirigente comunista, riunitosi la sera stessa, ribadì il no ad ogni ipotesi di insurrezione armata, che pure aveva cominciato a manifestarsi. Di quella riunione non esiste tuttavia alcun verbale: secondo la testimonianza del figlio Matteo, fu Pietro Secchia a dare le direttive per bloccare ogni tentativo rivoluzionario, argomentando che «non vogliamo la guerra civile, anche perché non la vogliono i nostri amici». Lo stesso Secchia indicò la posizione del PCI riguardo all'ipotesi insurrezionale in un dettagliato resoconto di quelle giornate:
Nella riunione del Consiglio dei ministri del 29 luglio 1948 si affermò:
(Aldo G. Ricci, I timori di guerra civile nelle discussioni dei governi De Gasperi, in Cicchitto, p. 86.)
Nella successiva riunione del Consiglio dei ministri, Mario Scelba, titolare degli Interni, presentò un'imponente documentazione: non solo venivano elencati i reati compiuti dai singoli, ma appariva evidente come essi poggiassero sull'esistenza di una rete organizzata. Venne posto il problema di un partito, quello comunista che, con la sua organizzazione ed i suoi metodi di lotta politica, si allontanava da un piano di legalità. La questione della messa al bando del partito venne chiusa dal presidente del Consiglio, Alcide De Gasperi, che si mostrò subito contrario all'ipotesi.
Che l'organizzazione sia stata mantenuta in vita anche dopo le elezioni del 1948 viene affermato anche in un rapporto del Sifar. Secondo la relazione, datata dicembre 1950, i dirigenti dell'apparato militare del partito erano:
- Arrigo Boldrini, che ricopriva le cariche di presidente dell'ANPI e comandante dei comitati rivoluzionari dell'Italia settentrionale;
- Vincenzo Moscatelli, capo dell'organizzazione delle ex brigate partigiane piemontesi e responsabile dei quadri e delle brigate autonome;
- Ilio Barontini, responsabile del controllo militare dell'Emilia e dell'organizzazione dei GAP e dei gruppi di sabotatori addestrati per l'azione nei centri abitati delle più importanti città;
- Giorgio Amendola, responsabile dell'organizzazione militare dell'Italia centro-meridionale.

«I documenti attestano in modo inequivocabile che l'organizzazione paramilitare era parte integrante del partito e rimase subordinata alla sua autorità».

### Seconda fase: 1955-1974
Dopo la costituzione nel 1955 del Patto di Varsavia, il PCI decise di riorganizzare il suo apparato militare clandestino, formando squadre ristrette di specialisti addestrati nei campi oltre cortina, destinate a fungere da "quinte colonne" a sostegno di forze d'invasione del Patto. Al vecchio esercito di massa di derivazione partigiana si sostituì una struttura più agile e coesa. Parallelamente, nel partito la responsabilità dell'organizzazione passò dalle mani di Secchia a quelle di Giorgio Amendola.
Nel 1958, documenti di Questure e Prefetture dimostrano che l'organizzazione, alla fine degli anni cinquanta, era ancora in vita. Solo a partire dagli anni sessanta la struttura perse importanza strategica; fu quindi lasciata ad un lento, ma continuo, declino. I depositi di armi esistenti furono liquidati segretamente dai detentori. Alla fine degli anni sessanta la struttura non era ancora stata smobilitata, tanto che nel 1967 Giorgio Amendola fu incaricato dal partito di “chiedere formalmente l'assistenza sovietica per preparare il partito alla sopravvivenza come movimento illegale e clandestino nel caso di un colpo di Stato”.

## Documenti, ricerche ed inchieste

### Archivi del ministero dell'Interno
Le forze dell'ordine ebbero degli informatori dentro il PCI, sia a livello nazionale, sia ai livelli regionale e provinciale. Essi relazionavano periodicamente ai servizi segreti. La documentazione raccolta dal ministero, corposa, attraversa un arco di tempo ultraventennale che va dal 1945 alla fine degli anni sessanta. I dirigenti dei servizi chiesero agli informatori soprattutto verifiche e conferme delle notizie ricevute.
Dossier del Sifar
Il primo documento in possesso del Ministero dell'Interno sull'organizzazione clandestina del PCI è un dossier del SIFAR, il servizio segreto militare dell'epoca. L'ampia relazione, datata 28 febbraio 1950, descrive nel dettaglio la struttura di comando, suddividendola per regioni: i capi politici che sovraintendevano all'apparato militare erano Luigi Longo (per le formazioni garibaldine), Sandro Pertini (per le brigate "Matteotti"), Emilio Lussu (per le formazioni "Giustizia e Libertà"), Ettore Troilo (per gli indipendenti), Arnaldo Azzi (per le formazioni all'estero), mentre i capi militari erano indicati in Arrigo Boldrini, Ilio Barontini, Gisella Floreanini, Francesco Fausto Nitti e Mario Roveda. Nel documento sono riportati anche gli obiettivi da colpire, la dislocazione delle forze in campo regione per regione, le strutture d'appoggio. Secondo il SIFAR, nel dopoguerra il PCI poteva contare su un esercito occulto di 250 000 unità, che sarebbero quadruplicate in caso di invasione da Est da parte delle forze del Patto di Varsavia.
Il ministro Mario Scelba chiese più volte di mettere fuori legge il PCI per i suoi programmi eversivi, ma nel Consiglio dei Ministri prevalse la linea morbida per non trascinare il paese nella guerra civile, come dichiarato anche da Francesco Cossiga nella sua audizione parlamentare (vedi infra).

### Archivi degli Stati Uniti
La documentazione proveniente dagli archivi degli USA dimostra che il governo americano fu al corrente della potenzialità insurrezionale del PCI. Il console degli USA a Milano fu autore della prima relazione "occidentale" conosciuta sull'articolazione dell'organizzazione paramilitare:
Le operazioni militari sono gestite dall'ex-partigiano Cino Moscatelli. L'articolazione interna è suddivisa in vari nuclei e settori comandati dalla legazione sovietica in Milano di Via Filodrammatici 5.»
Secondo le fonti americane la forza così costituita avrebbe contato tra i 130.000 e 160.000 miliziani, mentre altre stime ritenute più attendibili valuterebbero gli effettivi in circa 77.000 unità.

### Archivio del PCI e memorialistica
Sono scarse le informazioni sull'apparato paramilitare del partito comunista provenienti dallo stesso partito, nei cui archivi si trovano quasi soltanto tracce indirette. Un'eccezione importante è rappresentata dalle relazioni presentate da Pietro Secchia durante la visita effettuata a Mosca nel dicembre 1947 alla dirigenza del Partito Comunista sovietico. In essa il dirigente del PCI informò i colleghi sovietici dell'attività propagandistica dei comunisti italiani nell'esercito e nella polizia e ne approfittò per sostenere l'inevitabilità di un'azione “preventiva” nel caso in cui le forze reazionarie avessero impedito ai socialcomunisti di prendere il potere.

Altre informazioni provengono dalla memorialistica: ad esempio gli scritti di Miriam Mafai (che ricorda tra l'altro l'esistenza di un apparato separato di cui facevano parte anche ex partigiani, evidente nell'episodio dell'occupazione della prefettura di Milano nel novembre 1947) e di Massimo Caprara.

Un'altra testimonianza proviene da un capo partigiano, Mario Tonghini ("Stefano"), comandante della Brigata Gap-Sap "Perretta", che operò nel comasco. Dichiarò:

### La rivelazione deL'Europeo: la «Gladio rossa»
Con la caduta del muro di Berlino e la successiva dissoluzione dell'Unione Sovietica è stato possibile accedere a documenti in precedenza coperti da segreto che provano l'esistenza di un'organizzazione segreta composta da fiancheggiatori del Partito comunista italiano con l'appoggio del KGB. Tale apparato, operante esclusivamente in Italia ma presente in modo autonomo in altri paesi occidentali senza legami reciproci, sarebbe stato organizzato immediatamente dopo la fine della seconda guerra mondiale e ristrutturato circa un decennio dopo con forti riduzioni degli organici.
Su questo aspetto nascosto della storia comunista si sono cominciate ad avere notizie più approfondite a partire dal 1991 per uno scoop del settimanale L'Europeo. L'articolo, uscito nel nº 22 del 31 maggio, apparve con il titolo Di Gladio ne esisteva un'altra: quella rossa. In seguito l'apparato paramilitare del PCI è stato giornalisticamente denominato «Gladio rossa». Firmata da Romano Cantore e Vittorio Scutti, l'inchiesta rivela quanto segue:

«Suddivisi in nuclei autonomi, ognuno dei quali composto da dieci elementi, i gladiatori rossi erano distribuiti in tutte le più importanti federazioni provinciali del partito, dove figuravano come semplici attivisti. Ma solo gli uomini dell'ufficio organizzazione conoscevano il loro vero ruolo e potevano mobilitarli e provvedere a mantenerli in addestramento. Piemonte, Lombardia, Emilia-Romagna, Liguria e Toscana erano le regioni dove esisteva il massimo concentramento di gladiatori rossi». E inoltre: «I depositi clandestini di armi erano in caverne, casolari abbandonati e cimiteri».
L'articolo comprendeva un'intervista a Siro Cocchi, ex dirigente della federazione fiorentina del PCI. Cocchi rivela che i membri del partito chiamavano la struttura «Vigilanza rivoluzionaria». Cocchi sosteneva che l'organizzazione avesse solo compiti difensivi. Nei primi anni dopo la fine della guerra, in Francia era stato arrestato uno dei segretari del PCF, Jacques Duclos; i comunisti erano stati messi fuori legge in Grecia. L'organizzazione doveva proteggere i dirigenti del PCI in caso di messa al bando del partito in Italia. Per quanto riguarda chi dava gli ordini, Cocchi dichiarò che «PCI e Vigilanza si muovevano su due piani paralleli, senza alcun punto ufficiale di contatto».
Poi aggiunse che i capi della Vigilanza «erano i dirigenti dell'ufficio organizzazione, diretto fino al 1955 da Pietro Secchia, vicesegretario generale del partito e fautore della lotta armata. Con lui c'erano ex partigiani di grande esperienza militare e clandestina come suo fratello Matteo». Cocchi elencò alcune personalità locali: l'elenco finiva con Pietro Verga, «uno dei vice di Secchia, e Giulio Seniga, ex partigiano della Val d'Ossola, braccio destro di Secchia». L'anno in cui ci si avvicinò di più ad imbracciare le armi fu il 1948, non solo per le elezioni politiche, ma anche per l'attentato a Togliatti. [I capi del partito] «Volevano avere la capacità di difendersi militarmente senza che gli avversari lo sapessero».
«L'Europeo» però faceva notare come, «nonostante l'assoluta segretezza, il controspionaggio Usa aveva intuito l'esistenza dell'organizzazione». «Le corrispondenze riservate inviate nel 1950 al Dipartimento di Stato da due agenti che operavano in Italia dicevano che l'armata clandestina del PCI era forte di 75 mila uomini, i quali si addestravano sull'Appennino tosco-emiliano». «Un rapporto del Ministero dell'Interno denuncia che negli anni tra il 1955 e il 1965 vennero ritrovati casualmente 73 cannoni, 319 mortai, 3.500 mitra, 3.700 pistole, 250 mila bombe a mano, molti chili di esplosivi di ogni tipo e ben 109 radiotrasmittenti». A cosa servissero le radiotrasmittenti, lo spiega ancora Siro Cocchi: servivano per comunicare di nascosto con i compagni rifugiati a Praga, cui venivano chiesti «aiuti e consigli per addestrare e tenere in efficienza la macchina militare della Vigilanza rivoluzionaria». Cocchi stesso trasportò per anni con la sua automobile un membro della Vigilanza da Firenze fino al Passo della Futa, il punto da cui lanciava i segnali radio diretti in Cecoslovacchia.
Nel numero successivo, uscito il 7 giugno 1991, giunsero nuove rivelazioni relative agli ultimi anni dell'organizzazione paramilitare del PCI:
- Nel 1969 esistevano ancora dei depositi di armi, in luoghi imprecisati dell'Appennino ligure (forse anche nella parte appenninica compresa nella provincia di Pavia);
- Luigi Longo era il "capo ideale" dell'organizzazione. Sosteneva in privato che bisognasse "organizzarsi" per resistere contro "un golpe della reazione". Dopo il colpo di Stato di Augusto Pinochet in Cile nel 1973, si diffuse infatti nel PCI l'idea che un golpe di destra fosse possibile anche in Italia. Scrive il settimanale: «La doppiezza comunista ebbe di nuovo una sua grande stagione in quel "radioso" 1973. Da una parte Enrico Berlinguer e il suo riformismo; dall'altra la vecchia base stalinista-partigiana e la nuova, gruppettara-operaista, unite nella paura autoritaria e pronte a reagire militarmente contro le provocazioni "da qualunque parte provenienti"»[39].
- L'inverno 1973-1974 trascorse nella costante vigilanza operativa, uno o due gradini sotto il livello di allarme.
- Il 12 ottobre 1974 il generale Vito Miceli, al vertice del SID, il servizio segreto militare, fu arrestato, accusato di cospirazione contro lo Stato. «Secondo la rete informativa del PCI occultata dentro le forze armate, vi era la possibilità di un tentativo autoritario»[39]. Nell'organizzazione clandestina scattò l'allarme rosso. L'ordine di mobilitazione partì il 1º novembre 1974 direttamente da Via delle Botteghe oscure (sede nazionale del PCI), emesso dall'ufficio organizzazione del partito. «Tutti i compagni più sicuri dovevano dormire fuori casa, in rifugi insospettabili». Fu dato ordine alle cellule occultate nella Rai e nel Corriere della Sera di sabotare telecomunicazioni e giornale in caso di golpe. I miliziani misero sotto tiro il trasmettitore Rai di Monte Penice, mentre i "compagni" nascosti sull'Appennino si schierarono nelle zone di rispettiva competenza, ritirando fuori le mitragliatrici Sten e i mortai. Tutto ciò fu fatto all'insaputa di Enrico Berlinguer e di molti dirigenti regionali a lui fedeli. Quando il segretario venne a sapere della mobilitazione, ordinò un'inchiesta. E alla fine dell'indagine Berlinguer decise di sciogliere le "Commissioni antifascismo" (dietro le quali si celavano gli uomini dell'apparato paramilitare del partito). Era il novembre del 1974»[39].

### L'inchiesta della procura di Roma
A seguito delle rivelazioni del settimanale «L'Europeo», la procura della Repubblica di Roma decise di avviare un'inchiesta (8393/92 poi 8393/92B), protrattasi dal 1991 al 1994. I P.M. Luigi de Ficchy e Franco Ionta poterono indagare solo su fonti di tipo indiretto, in cui l'organizzazione veniva descritta nella sua articolazione generale. Da esse non vennero individuati reati attribuibili a singole persone. L'indagine preliminare si concluse nel maggio del 1994. I due magistrati, e il G.I.P. Claudio D'Angelo, che nel luglio dello stesso anno dispose l'archiviazione dell'indagine, rilevarono l'effettiva esistenza di un'organizzazione armata occulta facente capo al PCI attiva fin dall'immediato dopoguerra e come alcuni suoi militanti fossero stati addestrati al sabotaggio e alla guerriglia al di là della cortina di ferro, anche se "l'accertata predisposizione da parte del PCI di meccanismi difensivi in vista del temuto cambiamento del clima politico in Italia" non avrebbe assunto "dimensioni tali da costituire un serio, concreto pericolo per lo Stato". Eventuali richieste di rinvio a giudizio per banda armata si sarebbero comunque scontrate con i tempi di prescrizione, già ampiamente scaduti.
Rimane peraltro ineludibile che i dossier esaminati dai PM, sia quelli dei servizi sia quelli della polizia, hanno dato della Gladio Rossa descrizioni analoghe.

### Le relazioni della Commissione stragi
Della struttura paramilitare del PCI si è occupata inoltre la «Commissione parlamentare d'inchiesta sul terrorismo in Italia e sulle cause della mancata individuazione dei responsabili delle stragi» ("Commissione stragi", XIII Legislatura), che nel 1998 ha affidato ricerche a Victor Zaslavsky e a Bradley Smith, rispettivamente sugli archivi del KGB e della CIA.
Nel 1999 venne divulgato da parte della stampa inglese il cosiddetto "dossier Mitrochin", consistente in una serie di schede trascritte di nascosto dagli archivi del KGB da un funzionario dell'agenzia, Vasilij Mitrochin, relative alle attività del KGB in Italia. Il dossier, conosciuto anche come "materiale" o "rapporto Impedian", venne trasmesso dai servizi segreti britannici a quelli italiani tra il 1995 e il novembre del 1998, e venne quindi inviato dal Governo alla Procura della Repubblica e quindi da questa alla "Commissione stragi". La "Commissione stragi", dopo aver affidato ulteriori incarichi di ricerca a Victor Zaslavzky e ad altri, si è pronunciata a favore dell'istituzione di una nuova separata commissione d'inchiesta parlamentare su questo argomento. La nuova commissione ("Commissione parlamentare d'inchiesta concernente il "dossier Mitrochin" e l'attività d'intelligence italiana") è stata in seguito costituita nella successiva legislatura nel 2002, su iniziativa della Lega Nord.
Nel 2000, giunta al termine dei suoi lavori, la "Commissione stragi", constatata l'impossibilità di produrre un'unica relazione condivisa, ha pubblicato 18 diverse relazioni firmate da singoli membri o da gruppi di essi, rinunciando così a trarne una sintesi unitaria. La relazione di un altro consulente della commissione, Gianni Donno, consegnata nel 2001 e riguardante la "Gladio rossa", fu trasmessa dal vicepresidente della Commissione stessa, Vincenzo Manca (Forza Italia) alla Procura della Repubblica di Roma. Fu aperta una seconda inchiesta che si concluse anch'essa con la richiesta di archiviazione (2002).

#### Audizione dell'ammiraglio Fulvio Martini
Secondo l'ammiraglio Fulvio Martini, già direttore del Sismi, audito dalla Commissione stragi, il KGB aveva interesse che in Italia, Paese assegnato dagli accordi di Jalta alla sfera d'influenza statunitense, ci fosse un partito comunista molto forte, ma che questo non andasse mai al potere per non sconvolgere gli equilibri stabiliti dagli accordi stessi:
(Commissione parlamentare d'inchiesta sul terrorismo in Italia e sulle cause della mancata individuazione dei responsabili delle stragi, 54ª seduta, Audizione dell'ammiraglio Fulvio Martini, già direttore del Sismi, su recenti notizie concernenti attività spionistiche collegate a fenomeni eversivi e sul caso Moro.)
La forza militare clandestina sarebbe stata tuttavia mantenuta per intervenire contro un'eventuale opposizione armata ad una legittima vittoria elettorale del PCI: in tal caso sarebbero potuti intervenire in appoggio anche gli eserciti della Jugoslavia e dell'Ungheria, senza per questo disattendere gli accordi di Jalta.

#### Audizione dell'onorevole Francesco Cossiga
Le conclusioni dei magistrati Ionta e Covatta hanno suscitato critiche, in ragione del fatto che l'equivoco di fondo tra formazioni clandestine (volte alla vigilanza e difesa del PCI) e formazioni paramilitari del partito, era stato alla fine messo alla luce con evidenza. A ciò aveva contribuito la lunga testimonianza in commissione Stragi del presidente Francesco Cossiga, in passato Ministro dell'interno e Presidente del Consiglio, nell'audizione del novembre 1997, allorché aveva parlato di tre differenti strutture legate al PCI:
1. ufficiale;
2. clandestina;
3. paramilitare.

Francesco Cossiga, audito dalla Commissione stragi a proposito dell'apparato paramilitare e della politica parlamentare del PCI, disse:
COSSIGA. "Secondo il briefing che sostenni quando divenni sottosegretario alla difesa (non mi chieda chi me lo fece perché onestamente non me lo ricordo che poi fu lo stesso che tenne anche, per incarico del ministro Tremelloni, il briefíng su «Stay behind») mi fu detto che a quell'epoca il Partito comunista italiano era strutturato ancora su tre livelli:
- La struttura del Partito comunista vera e propria entro cui, come poi ha dichiarato con molta onestà ed ha confermato Zagladin, esisteva la cosiddetta amministrazione speciale di cui erano al corrente in un secondo momento solo il segretario del Partito e il capo della segreteria (quindi prima Longo e Cossutta e poi Berlinguer e Cervetti). Esistevano due altre strutture:
- La struttura paramilitare, sia ben chiaro, nulla ha a che fare con il cosiddetto «Triangolo rosso». Tant'è vero che, come è noto, Togliatti, quando accaddero questi episodi, si precipitò a parlare in quelle federazioni. Sono amico di quel povero sindaco il quale, pur di tenere fuori il partito, si è fatto sbattere in galera per l'omicidio di don Pessina, mentre lui non c'entrava niente: gli dissero che era meglio se andava in galera lui piuttosto che far scoprire tutti gli altri e lui è rimasto in galera. Solo la grande onestà dei discendenti delle persone coinvolte ha portato ad una soluzione del caso, anche se credo che non abbiano neppure fatto la revisione del processo.
- L'altra struttura era quella di cui avete senz'altro letto perché se ne può trovare traccia in qualunque testo sulla storia del Partito comunista: si trattava di una struttura clandestina, un partito parallelo che veniva tenuto dormiente per il caso - e comprendo benissimo la prudenza - che il Partito comunista venisse dichiarato illegale, in modo che potesse essere subito sostituito da una struttura in grado di funzionare. È quella per la quale si è parlato di una cosiddetta «Gladio rossa» che non era tale, tanto è vero che è intervenuta la richiesta di archiviazione da parte dei magistrati, approvata dal Gip. Si trattava di una struttura difensiva del Partito comunista, organizzata certamente dal Comitato per la politica estera del Partito comunista dell'Unione Sovietica con l'aiuto del Kgb. Non è stata considerata illegale in quanto era una struttura puramente difensiva: una Gladio alla rovescia, dotata di stazioni trasmittenti. Mandarono in Unione Sovietica a fare dei corsi quindici o venti persone, come risulta dagli atti della procura della Repubblica, nell'eventualità che il Partito comunista legale fosse dichiarato illegale."

PRESIDENTE. Ed anche nell'ipotesi in cui potesse verificarsi una involuzione autoritaria della situazione italiana...
COSSIGA. "Sì, certamente. Tant'è vero che, benché si trattasse di una struttura clandestina, l'autorità giudiziaria di Roma ha chiesto l'archiviazione anche dopo aver accertato che i fatti contestati erano veri: si trattava infatti di una attività non rivolta contro lo Stato italiano, perché prepararsi a far fuggire delle persone dall'aeroporto dell'Urbe, addestrarsi a truccarle o altre attività del genere non vedo in quale altro modo potevano essere giudicate. Se io fossi stato un dirigente del Partito comunista avrei fatto io stesso. Come lei capisce, signor Presidente, ho una grande simpatia nei confronti di queste organizzazioni clandestine del Partito comunista."
PRESIDENTE. Del resto lei lo ha detto, parlando di se stesso: spione una volta, spione per sempre. Ammiro questa sua sincerità e l'amicizia cui lei accennava prima nasce proprio dall'ammirazione per la sua sincerità.
COSSIGA. "Sono cose vere, che però devono essere inquadrate."
PRESIDENTE. Storicizzate.
COSSIGA. "Se noi cominciamo a dire che il Partito comunista mandava venti o trenta giovani nell'Unione Sovietica ad addestrarsi per far scappare la gente, a fare corsi di cifrario, sembra che stessero facendo attività di spionaggio. Invece il Partito comunista si trovava da una parte del mondo dove se fosse scoppiata la guerra i dirigenti comunisti sarebbero finiti tutti in galera: che il Partito comunista si preparasse a farli scappare mi sembra assolutamente logico e non tale da far scandalizzare nessuno."
......
PRESIDENTE. Mi scusi se la interrompo. Lei esclude che subito dopo la strage di piazza Fontana l'idea di dichiarare lo stato di emergenza sia stata esaminata in sede politica?
COSSIGA. "Assolutamente."
PRESIDENTE. Quindi anche quello che racconta Moro sul suo ritorno da Parigi non sarebbe vero.
COSSIGA. "No. Proclamare lo stadio di assedio o cose del genere? Assolutamente. Tra l'altro ho l'impressione che la gente non comprenda che la proclamazione dello stato di assedio avrebbe voluto dire lo scoppio della guerra civile in Italia. Quando mi sono chiesto per quale motivo il Partito comunista non si sia impadronito del potere con la forza, dato l'alto grado di penetrazione che aveva in tutti gli apparati dello Stato, la spiegazione è stata solo una: la scelta irrevocabilmente democratica e parlamentare fatta da Togliatti e la divisione del mondo in due. Lo Stato italiano non sarebbe stato assolutamente in grado di impedire una presa del potere per infiltrazione o per violenza da parte del Partito comunista. Di questo non ho dubbio alcuno. Ecco il motivo del mio giudizio di democraticità sul Partito comunista: perché il Partito comunista non ha fatto quello che avrebbe potuto facilmente fare. E non lo ha fatto per due motivi: perché Mosca non glielo avrebbe permesso, anzi li avrebbe mollati, e in secondo luogo perché la scelta democratica e parlamentare di Togliatti (la «via nuova») era irrevocabile. La «Bolognina» non è stata fatta da Occhetto, ma da Togliatti."»
(Commissione parlamentare d'inchiesta sul terrorismo in Italia e sulle cause della mancata individuazione dei responsabili delle stragi, 27ª seduta, Inchiesta su stragi e depistaggi: audizione del senatore Francesco Cossiga, Presidenza del Presidente Pellegrino)

### Nuove ricerche pubblicate dopo il 2010
Rocco Turi ha ricostruito la storia dei rapporti tra PCI e Partito comunista cecoslovacco (PCC) durante la Guerra fredda ed è giunto alla conclusione che un ruolo di raccordo fondamentale tra le due organizzazioni e il PCUS fu svolto dalla «Scuola politica del compagno Synka» (Politicka Skola Soudruha Synka), un'emanazione del partito comunista ceco. Tale organismo, istituito a Praga nel 1950, celava dietro al nome ufficiale una struttura occulta che si occupava di insegnare ai comunisti italiani tecniche di sabotaggio e preparazione di attentati. Il PCI si occupava di inviare in Cecoslovacchia gli elementi fidati. Tutto il processo si svolgeva sotto il controllo del PCUS.
Questa struttura fu chiusa alla metà degli anni settanta, ma rimase segreta fino al 1990.

Nel 1990, com'è noto, emerse allo scoperto la struttura NATO «Stay Behind», formata per contrastare la diffusione del comunismo nel mondo occidentale. Poco tempo dopo venne coniata la denominazione "Gladio Rossa". considerandoli un unicum compatto. "Gladio Rossa" era quindi una struttura clandestina nata con l' intento di difendere il paese e i dirigenti comunicati in caso di golpe fascista appoggiato dalla NATO. La definizione Gladio Rossa, in risposta alla Gladio ufficiale, è quindi una denominazione nata a posteriori.